# Novara Calcio 2002-2003
Questa voce raccoglie le informazioni riguardanti il Novara Calcio nelle competizioni ufficiali della stagione 2002-2003.

## Stagione
Nella stagione 2002-2003 il Novara allenato da Luciano Foschi disputa il ventunesimo campionato di Serie C2 della sua storia, disputando il girone A del campionato di Serie C2, raccoglie 60 punti con il secondo posto finale, alle spalle del Pavia promosso diretto. Poi disputa e vince i Play-off, ottenendo la promozione in C1. In semifinale supera la Pro Sesto, in finale supera gli altoatesini del Sudtirol, con due (0-0), ma che grazie al secondo posto ottenuto in campionato valgono la promozione.
Nella Coppa Italia di Serie C alcune delle quattro gare disputate dal Novara sono date loro perse a tavolino, a causa della posizione contrattuale irregolare di alcuni giocatori schierati.

## Divise e sponsor
Il fornitore ufficiale di materiale tecnico per la stagione 2002-2003 fu Galex, mentre lo sponsor di maglia fu Banca Popolare di Novara.
| 1ª divisa | 2ª divisa | 3ª divisa |

## Organigramma societario
Area direttiva
- Presidente: Stefano Mastagni
- Amministratore delegato: Riccardo Mastagni
- Direttore generale: Vincenzo D'Ambrosio
- Direttore sportivo: Sergio Borgo
- Segretario generale: Luigi Falzone
- Segretaria: Lorella Matacera
- Addetto stampa: Mirco Pecnich

Area tecnica
- Allenatore: Luciano Foschi
- Allenatore in 2ª e preparatore atletico: Alberto Boggio

Area sanitaria
- Medici sociali: Tommaso Di Fonzo e Giorgio Fortina
- Massaggiatore: Francesco Masetti

## Rosa
| N. |                   | Ruolo | Calciatore          |
| -- | ----------------- | ----- | ------------------- |
|    | Italia (bandiera) | P     | Christian Bini      |
|    | Italia (bandiera) | P     | Francesco Franzese  |
|    | Italia (bandiera) | D     | Gabriele Cioffi     |
|    | Italia (bandiera) | D     | Sandro Ciuffetelli  |
|    | Italia (bandiera) | D     | Francesco Colombini |
|    | Italia (bandiera) | D     | Fabio Cusaro        |
|    | Italia (bandiera) | D     | Filippo Dal Moro    |
|    | Italia (bandiera) | D     | Stefano Granata     |
|    | Italia (bandiera) | D     | Paolo Morganti      |
|    | Italia (bandiera) | D     | Tiziano Polenghi    |
|    | Italia (bandiera) | C     | Massimo Belluomini  |
|    | Italia (bandiera) | C     | Federico Bigatti    |
|    | Italia (bandiera) | C     | Edoardo Braiati     |
|    | Italia (bandiera) | C     | Daniel Bresciani    |
|    | Italia (bandiera) | C     | Massimiliano Brizzi |

| N. |                    | Ruolo | Calciatore           |
| -- | ------------------ | ----- | -------------------- |
|    | Italia (bandiera)  | C     | Giorgio Campolongo   |
|    | Italia (bandiera)  | C     | Diego Cerioni        |
|    | Italia (bandiera)  | C     | Lussjen Corti        |
|    | Italia (bandiera)  | C     | Massimo Donzella     |
|    | Italia (bandiera)  | C     | Simone Mariani       |
|    | Italia (bandiera)  | C     | Aldo Monza           |
|    | Italia (bandiera)  | A     | Alan Carlet          |
|    | Nigeria (bandiera) | A     | Morgan Egbedi        |
|    | Italia (bandiera)  | A     | Andrea Bottini       |
|    | Italia (bandiera)  | A     | Giuseppe Imbrò       |
|    | Italia (bandiera)  | A     | Massimiliano Palombo |
|    | Italia (bandiera)  | A     | Davide Ratti         |
|    | Italia (bandiera)  | A     | Bernardino Ruscitto  |
|    | Italia (bandiera)  | A     | Dino Sicuranza       |
|    | Italia (bandiera)  | A     | Saimon Zalla         |

## Risultati

### Serie C2

#### Girone d'andata
| Novara 8 settembre 2002 1ª giornata | Novara            | 0 – 0 | Alessandria | Stadio Silvio Piola (1 600 spett.)\| Arbitro: \| Gava (Conegliano) \| |
| Arbitro:                            | Gava (Conegliano) |       |             |                                                                       |

| Arbitro: | Fiori (Perugia) |

|  |           |                        |
|  | Marcatori | 30’ Bigatti 47’ Egbedi |

| Arbitro: | Pierpaoli (Firenze) |

|                                        |           |  |
| Cioffi 15’ Terzi 19’ (aut.) Egbedi 47’ | Marcatori |  |

| Arbitro: | Salati (Trento) |

|                |           |             |
| Dalla Bona 77’ | Marcatori | 88’ Palombo |

| Arbitro: | Nappi (Napoli) |

|                                          |           |                       |
| Palombo 35’ (rig.) Cioffi 71’ Egbedi 87’ | Marcatori | 76’ (rig.) Scichilone |

| Arbitro: | Zanardo (Conegliano) |

|                        |           |                                                          |
| Baiana 16’ Pittana 85’ | Marcatori | 16’, 66’ Dal Moro 38’, 50’, 90’ Egbedi 63’ F. Fermanelli |

| Arbitro: | Ciliberto (Venezia) |

|             |           |  |
| Braiati 56’ | Marcatori |  |

| Arbitro: | Pierpaoli (Firenze) |

|  |           |             |
|  | Marcatori | 31’ Palombo |

| Arbitro: | Damato (Barletta) |

|                             |           |  |
| Ciuffetelli 60’ Braiati 64’ | Marcatori |  |

| Arbitro: | Tonin (Piombino) |

|  |           |                   |
|  | Marcatori | 3’, 39’ Sicuranza |

| Arbitro: | Ciancaleoni (Foligno) |

|                          |           |  |
| Palombo 42’ Polenghi 61’ | Marcatori |  |

| Legnano 17 novembre 2002 12ª giornata | Legnano            | 0 – 0 | Novara | Stadio Giovanni Mari\| Arbitro: \| Brunialti (Trento) \| |
| Arbitro:                              | Brunialti (Trento) |       |        |                                                          |

| Arbitro: | Nicoletti (Macerata) |

|           |           |            |
| Nordi 47’ | Marcatori | 30’ Brizzi |

| Arbitro: | Vicinanza (Albenga) |

|                         |           |              |
| Palombo 15’, 90’ (rig.) | Marcatori | 89’ Graziani |

| Cremona 8 dicembre 2002 15ª giornata | Cremonese         | 0 – 0 | Novara | Stadio Giovanni Zini\| Arbitro: \| Damato (Barletta) \| |
| Arbitro:                             | Damato (Barletta) |       |        |                                                         |

| Arbitro: | Stefanini (Prato) |

|            |           |  |
| Palombo 8’ | Marcatori |  |

| Trento 22 dicembre 2002 17ª giornata | Trento              | 0 – 0 | Novara | Stadio Brianteo\| Arbitro: \| G. Rubino (Salerno) \| |
| Arbitro:                             | G. Rubino (Salerno) |       |        |                                                      |

#### Girone di ritorno
| Arbitro: | Tonin (Piombino) |

|                           |           |  |
| Colombini 20’ Palombo 34’ | Marcatori |  |

| Alessandria 12 gennaio 2003 19ª giornata | Alessandria           | 0 – 0 | Novara | Stadio Giuseppe Moccagatta (1 500 spett.)\| Arbitro: \| Squillace (Catanzaro) \| |
| Arbitro:                                 | Squillace (Catanzaro) |       |        |                                                                                  |

| Arbitro: | Iannone (Napoli) |

|                              |           |  |
| Egbedi 9’ Sicuranza 82’, 90’ | Marcatori |  |

| Arbitro: | Brunialti (Trento) |

|                   |           |  |
| Maiolo 76’ (rig.) | Marcatori |  |

| Arbitro: | Latella (Potenza) |

|                               |           |  |
| Egbedi 22’ Palombo 47’ (rig.) | Marcatori |  |

| Arbitro: | Santucci (Reggio Calabria) |

|                    |           |  |
| Colussi 69’ (rig.) | Marcatori |  |

| Arbitro: | Mazzoleni (Bergamo) |

|                              |           |           |
| Biasotti 29’, 88’ Lauria 74’ | Marcatori | 16’ Monza |

| Arbitro: | Lena (Ciampino) |

|                     |           |  |
| Carlet 1’ Zalla 10’ | Marcatori |  |

| Arbitro: | Vicinanza (Albenga) |

|                                       |           |  |
| Sarli 12’, 61’ Bersi 81’ Amassoka 88’ | Marcatori |  |

| Arbitro: | Gandolfi (Cremona) |

|            |           |             |
| Brizzi 52’ | Marcatori | 46’ Andorno |

| Arbitro: | Fiori (Perugia) |

|                                       |           |                           |
| Nardi 27’ Zecchin 45’ Bachlechner 87’ | Marcatori | 56’ Palombo 90’ Colombini |

| Arbitro: | C. Rubino (Salerno) |

|                          |           |  |
| Egbedi 45’ Sicuranza 77’ | Marcatori |  |

| Arbitro: | Tagliavento (Terni) |

|            |           |             |
| Cioffi 86’ | Marcatori | 65’ Joelson |

| Arbitro: | Ioseffi (Siena) |

|                          |           |           |
| Graziani 42’ Merenda 90’ | Marcatori | 54’ Zalla |

| Arbitro: | Padovan (Conegliano) |

|  |           |         |
|  | Marcatori | 33’ Job |

| Arbitro: | Masiero (Venezia) |

|  |           |                    |
|  | Marcatori | 78’ (rig.) Palombo |

| Arbitro: | Capozzi (Vicenza) |

|  |           |                       |
|  | Marcatori | 42’ (rig.) L. Corradi |

### Play-off

#### Semifinali
| Sesto San Giovanni 25 maggio 2003 Andata | Pro Sesto           | 0 – 0 | Novara | Stadio Breda\| Arbitro: \| Tagliavento (Terni) \| |
| Arbitro:                                 | Tagliavento (Terni) |       |        |                                                   |

| Arbitro: | Carlucci (Molfetta) |

|             |           |            |
| Palombo 24’ | Marcatori | 35’ Maiolo |

#### Finali
| Bolzano 8 giugno 2003 Andata | Südtirol           | 0 – 0 | Novara | Stadio Druso\| Arbitro: \| Pantana (Macerata) \| |
| Arbitro:                     | Pantana (Macerata) |       |        |                                                  |

| Novara 15 giugno 2003 Ritorno | Novara         | 0 – 0 (d.t.s.) | Südtirol | Stadio Silvio Piola\| Arbitro: \| Romeo (Verona) \| |
| Arbitro:                      | Romeo (Verona) |                |          |                                                     |

### Coppa Italia di Serie C

#### Primo turno
| Arbitro: | Di Fiore (Aosta) |

|                                                          |           |                        |
| Palombo 30’ Rubino 35’ (rig.) Ciuffetelli 69’ Soncin 84’ | Marcatori | 61’ Spinale 86’ Paggio |

| 21 agosto 2002 2ª giornata |  | – Turno di riposo Novara |  |  |

| Arbitro: | Masiero (Venezia) |

|                     |           |              |
| A. Shala 57’ (rig.) | Marcatori | 90’ Polenghi |

| Arbitro: | Vicinanza (Albenga) |

|                 |           |  |
| Egbedi 59’, 90’ | Marcatori |  |

| Arbitro: | Marelli (Como) |

|             |           |  |
| A. Comi 17’ | Marcatori |  |

## Statistiche

### Statistiche di squadra
| Competizione         | Punti | In casa | In casa | In casa | In casa | In casa | In casa | In trasferta | In trasferta | In trasferta | In trasferta | In trasferta | In trasferta | Totale | Totale | Totale | Totale | Totale | Totale | DR  |
| Competizione         | Punti | G       | V       | N       | P       | Gf      | Gs      | G            | V            | N            | P            | Gf           | Gs           | G      | V      | N      | P      | Gf     | Gs     | DR  |
| -------------------- | ----- | ------- | ------- | ------- | ------- | ------- | ------- | ------------ | ------------ | ------------ | ------------ | ------------ | ------------ | ------ | ------ | ------ | ------ | ------ | ------ | --- |
| Serie C2             | 60    | 17      | 12      | 3       | 2       | 27      | 6       | 17           | 5            | 6            | 6            | 18           | 18           | 34     | 17     | 9      | 8      | 45     | 24     | +21 |
| Coppa Italia Serie C |       | 2       | 0       | 0       | 2       | 0       | 4       | 2            | 0            | 0            | 2            | 0            | 3            | 4      | 0      | 0      | 4      | 0      | 7      | -7  |
| Play-off             |       | 2       | 0       | 2       | 0       | 1       | 1       | 2            | 0            | 2            | 0            | 0            | 0            | 4      | 0      | 4      | 0      | 1      | 1      | 0   |
| Totale               | -     | 21      | 12      | 5       | 4       | 28      | 11      | 21           | 5            | 8            | 8            | 18           | 21           | 42     | 17     | 13     | 12     | 46     | 32     | +14 |

### Statistiche dei giocatori
| Giocatore          | Serie C2 | Serie C2 | Play-off | Play-off | Coppa Italia Serie C | Coppa Italia Serie C | Totale   | Totale |
| Giocatore          | Presenze | Reti     | Presenze | Reti     | Presenze             | Reti                 | Presenze | Reti   |
| ------------------ | -------- | -------- | -------- | -------- | -------------------- | -------------------- | -------- | ------ |
| M. Belluomini      | 18       | 0        | 3        | 0        | 1                    | 0                    | 22       | 0      |
| F. Bigatti         | 24       | 1        | 2        | 0        | 1                    | 0                    | 27       | 1      |
| C. Bini            | 32       | -22      | 4        | -1       | -                    | -                    | 36       | -23    |
| E. Braiati         | 32       | 2        | 4        | 0        | -                    | -                    | 36       | 2      |
| D. Bresciani       | 23       | 0        | 4        | 0        | 1                    | 0                    | 28       | 0      |
| M. Brizzi          | 28       | 2        | 4        | 0        | -                    | -                    | 32       | 2      |
| G. Campolongo      | 1        | 0        | -        | -        | -                    | -                    | 1        | 0      |
| A. Carlet          | 9        | 1        | 2        | 0        | -                    | -                    | 11       | 1      |
| D. Cerioni         | 1        | 0        | -        | -        | -                    | -                    | 1        | 0      |
| G. Cioffi          | 30       | 3        | 4        | 0        | -                    | -                    | 34       | 3      |
| S. Ciuffetelli     | 34       | 1        | 4        | 0        | 1                    | 0                    | 39       | 1      |
| F. Colombini       | 32       | 2        | 4        | 0        | 1                    | 0                    | 37       | 2      |
| L. Corti           | 1        | 0        | -        | -        | 1                    | 0                    | 2        | 0      |
| F. Cusaro          | 4        | 0        | -        | -        | -                    | -                    | 4        | 0      |
| F. Dal Moro        | 26       | 2        | -        | -        | 1                    | 0                    | 27       | 2      |
| M. Donzella        | 4        | 0        | -        | -        | 1                    | 0                    | 5        | 0      |
| M. Egbedi          | 28       | 9        | 4        | 0        | 1                    | 0                    | 33       | 9      |
| F. Fermanelli (II) | 20       | 1        | -        | -        | -                    | -                    | 20       | 1      |
| F. Franzese        | 2        | -2       | -        | -        | 1                    | -1                   | 3        | -3     |
| S. Granata         | 2        | 0        | -        | -        | -                    | -                    | 2        | 0      |
| G. Imbrò           | 1        | 0        | -        | -        | -                    | -                    | 1        | 0      |
| S. Mariani         | 1        | 0        | -        | -        | -                    | -                    | 1        | 0      |
| A. Monza           | 24       | 1        | 3        | 0        | -                    | -                    | 27       | 1      |
| P. Morganti        | 13       | 0        | 4        | 0        | -                    | -                    | 17       | 0      |
| M. Palombo         | 28       | 11       | 4        | 1        | 1                    | 0                    | 33       | 12     |
| T. Polenghi        | 24       | 1        | 3        | 0        | 1                    | 0                    | 28       | 1      |
| D. Ratti           | 3        | 0        | -        | -        | -                    | -                    | 3        | 0      |
| B. Ruscitto        | 1        | 0        | -        | -        | 1                    | 0                    | 2        | 0      |
| D. Sicuranza       | 20       | 5        | -        | -        | -                    | -                    | 20       | 5      |
| S. Zalla           | 9        | 2        | 3        | 0        | -                    | -                    | 12       | 2      |